# Arroyo Pergamino

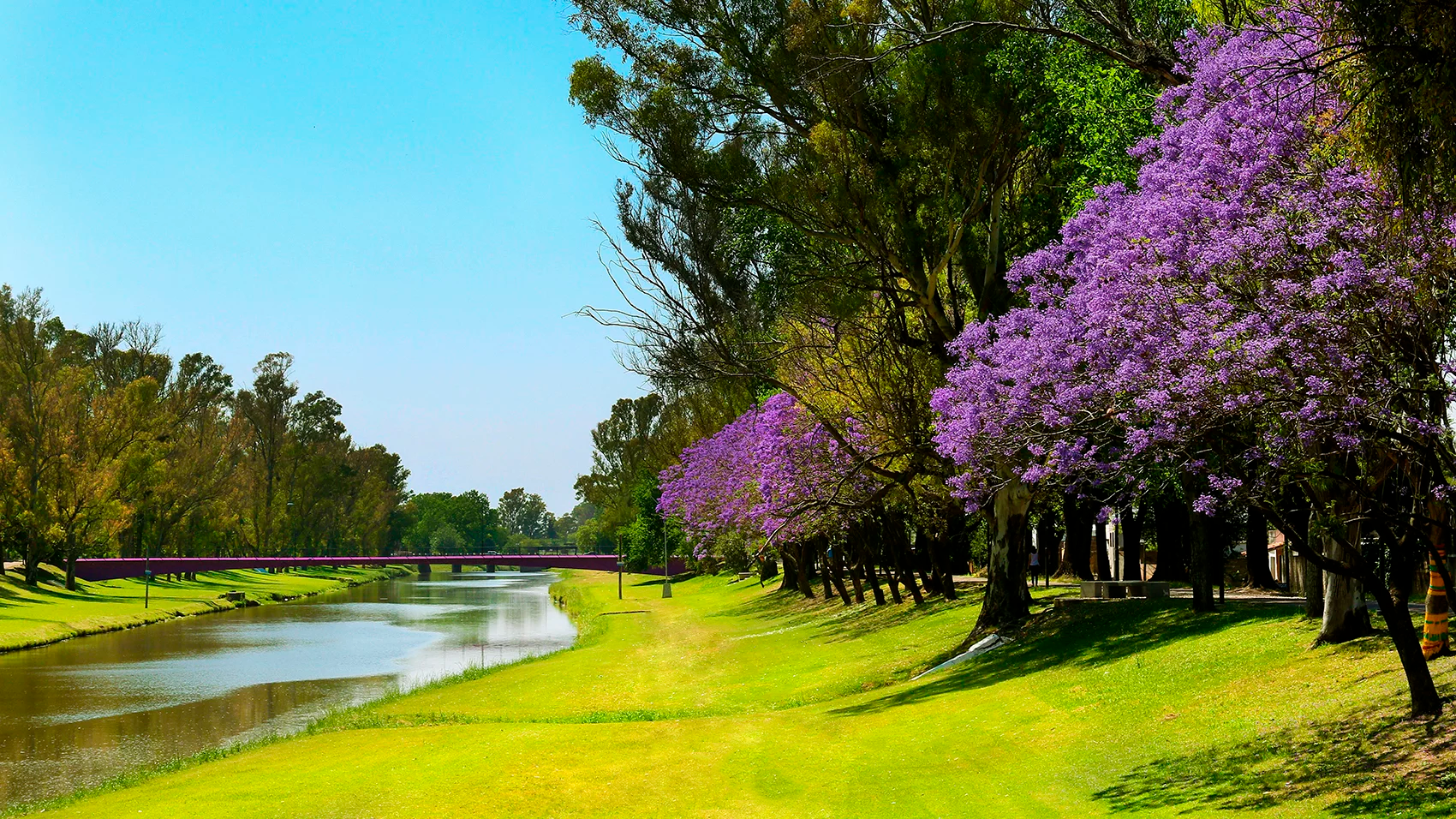
Arroyo Pergamino en su paso por la ciudad homónima, con vista al Puente de la Mujer.

El Arroyo Pergamino es un curso de agua del norte de la provincia de Buenos Aires, Argentina.
Tiene un recorrido de 100 km, desde la laguna El Pescado, y de los Bañados de Juncal en la provincia de Santa Fe; hasta volcar sus aguas en el río Arrecifes. Su variación de altura alcanza los 15 dm, teniendo una pendiente promedio de 56 cm por kilómetro.
El arroyo está erosionando y desgastando su cauce incorporando a su caudal gran cantidad de partículas, arcilla y material calcáreo. Aguas abajo aumenta el contenido de arena. En todo su recorrido, por ambas márgenes desaguan en su curso pequeños arroyos intermitentes y el cauce permanente del Arroyo Tambo Nuevo.

## Contaminación
Las aguas del arroyo Pergamino presentan elevadas cantidades de sales provenientes del suelo, a las cuales se le agregan sustancias volcadas por las industrias, especialmente a su paso por la ciudad de Pergamino.
Se ha comprobado la contaminación proveniente de las napas subterráneas, debido a las elevadas concentraciones de cloruros y sulfatos. Esos iones quedan en la superficie gracias a la evaporación del agua del subsuelo, y son levantados por el viento retornando al suelo y luego al arroyo arrastrados por las lluvias.
Debido a encontrarse en una región caracterizada por la explotación agropecuaria, el arroyo recibe también abonos y fertilizantes.
Además de la contaminación natural de las aguas por exceso sales del terreno, existe la contaminación antrópica, producida principalmente por desagües industriales, reservorios de basura y desagües cloacales clandestinos que vuelcan sus líquidos al arroyo.
Gran cantidad de basura se puede observar en las márgenes del arroyo, desechos depositados por el hombre en su búsqueda de materiales de utilidad. El curso de agua posee sectores transformados en basurales de grandes dimensiones y rápido crecimiento.
Según los análisis efectuados, los niveles de contaminación son los siguientes:
- Camping Municipal: sin contaminación.
- Desembocadura del arroyo Chu-Chu: contaminación excesiva.
- 200 metros aguas abajo del arroyo Chu-Chu: contaminación leve.
- Frente al puente de Florencio Sánchez: sin contaminación
- 100 m antes del puente de Florencio Sánchez: gran contaminación antrópica.

## Presa reguladora
Desde la década de 1940, existen proyectos acerca de la viabilidad de la construcción de una presa reguladora, aguas arriba de la ciudad de Pergamino, a 3,5 km pues pende sobre tal ciudad permanentes y recurrentes inundaciones. El último proyecto, de 2009, cuenta con financiamiento del BID.